# Alex Petan
Alexander Franc „Alex“ Petan (* 2. Mai 1992 in Delta, British Columbia) ist ein italo-kanadischer Eishockeyspieler, der seit Juli 2025 beim HK Olimpija Ljubljana aus der ICE Hockey League unter Vertrag steht. Zuvor spielte er unter anderem bereits für den HC Bozen und HC Pustertal in der Erste Bank Eishockey Liga (EBEL) und die Iserlohn Roosters in der Deutschen Eishockey Liga.

## Karriere
Alex Petan begann seine Karriere bei Nachwuchsmannschaften in der British Columbia Hockey League (BCHL), in deren First-All-Star-Team er 2012 gewählt wurde. Zudem wurde er im selben Jahr zum wertvollsten Spieler der Liga gekürt. Nach Aufnahme eines Studiums an der Michigan Technological University spielte er für deren Hochschulmannschaft in der Western Collegiate Hockey Association (WCHA) der National Collegiate Athletic Association (NCAA). Dabei wurde er 2013 in das All-Rookie-Team, 2015 in das Second All-Star-Team und in seinem Abschlussjahr 2016 als Topscorer zum Spieler des Jahres sowie in das First All-Star-Team und das All-Academic-Team der WCHA gewählt.
Nach Ende seines Studiums wechselte er im März 2016 zu Iowa Wild in die American Hockey League (AHL), wo er die Saison beendete. Zur folgenden Spielzeit schloss er sich den Quad City Mallards aus der ECHL an, spielte aber auch auf Leihbasis für die AHL-Klubs Iowa Wild und Cleveland Monsters. 2017 zog es ihn nach Italien, wo er zwei Jahre für den HC Bozen in der Erste Bank Eishockey Liga (EBEL) spielte, die er mit dem Klub im Jahr 2018 gewinnen konnte. Nach einem Jahr bei den Iserlohn Roosters in der Deutschen Eishockey Liga (DEL) kehrte er in die österreichische Liga zurück, wo er zunächst drei Jahre für die Ungarn von Alba Volán Székesfehérvár auf dem Eis stand, bevor er 2023 zum italienischen HC Pustertal wechselte. Dort verweilte der Italo-Kanadier zwei Spielzeiten, bevor er zur Saison 2025/26 vom slowenischen Ligakonkurrenten HK Olimpija Ljubljana unter Vertrag genommen wurde.

### International
Petan spielte für die italienische Eishockeynationalmannschaft bei den Weltmeisterschaften 2021 und 2022 in der Top-Division. Nach dem Abstieg 2022 spielte er im Jahr 2023 in der Division I. Zudem vertrat er sein Heimatland bei der Olympiaqualifikation für die Winterspiele in Peking 2022.

## Erfolge und Auszeichnungen
- 2012 First-All-Star-Team und wertvollster Spieler der British Columbia Hockey League
- 2013 All-Rookie-Team der Western Collegiate Hockey Association
- 2015 Second All-Star-Team der Western Collegiate Hockey Association
- 2016 Topscorer, Spieler des Jahres, First All-Star-Team und All-Academic-Team der Western Collegiate Hockey Association
- 2018 Meisterschaft in der Erste Bank Eishockey Liga mit dem HC Bozen

## Karrierestatistik
Stand: Ende der Saison 2023/24

### International
Vertrat Italien bei:
- Weltmeisterschaft 2021
- Qualifikationsturnier für die Olympischen Winterspiele 2022
- Weltmeisterschaft 2022
- Weltmeisterschaft der Division IA 2023

(Legende zur Spielerstatistik: Sp oder GP = absolvierte Spiele; T oder G = erzielte Tore; V oder A = erzielte Assists; Pkt oder Pts = erzielte Scorerpunkte; SM oder PIM = erhaltene Strafminuten; +/− = Plus/Minus-Bilanz; PP = erzielte Überzahltore; SH = erzielte Unterzahltore; GW = erzielte Siegtore; 1 Play-downs/Relegation; Kursiv: Statistik nicht vollständig)

## Familie
Sein Bruder Nic Petan spielt ebenfalls professionell Eishockey und gab in der Saison 2015/16 sein Debüt in der National Hockey League. Dante Hannoun, mit dem er zeitweise beim HC Pustertal in einer Mannschaft spielte, ist sein Cousin.